# Старый Ключ (станция)
Ста́рый Ключ — железнодорожная станция на главном ходе Транссиба Владивостокского отделения Дальневосточной железной дороги. Расположена в посёлке при станции Старый Ключ Спасского района Приморского края.
Электрифицированная железнодорожная станция расположена между станциями Спасск-Дальний и Кнорринг.
Расстояние до станции Спасск-Дальний (на север) около 10 км.